# Ribasia erythrogaster
Ribasia erythrogaster là một loài tò vò trong họ Ichneumonidae.